# St. Josef (Horgen)

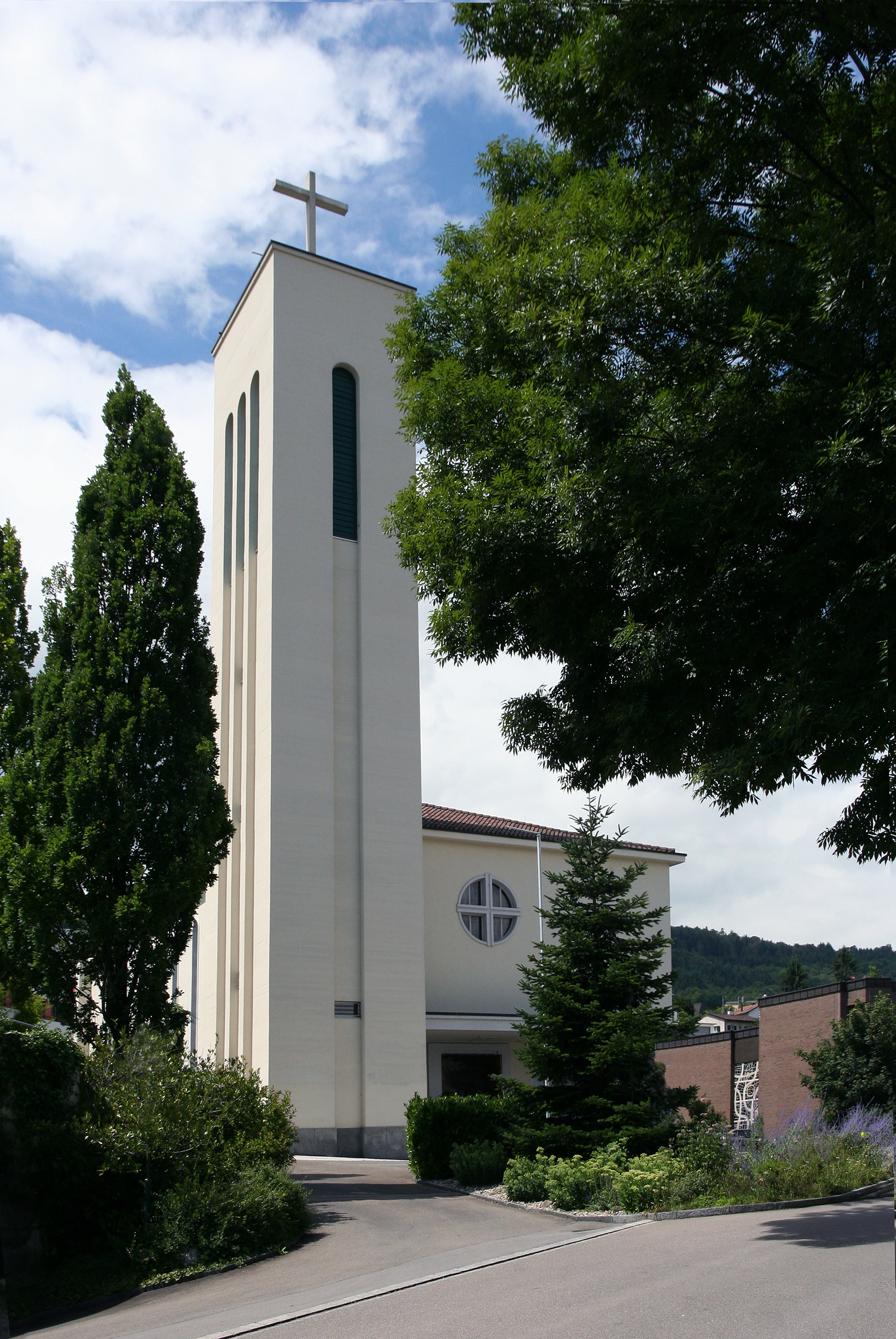
Kirche St. Josef

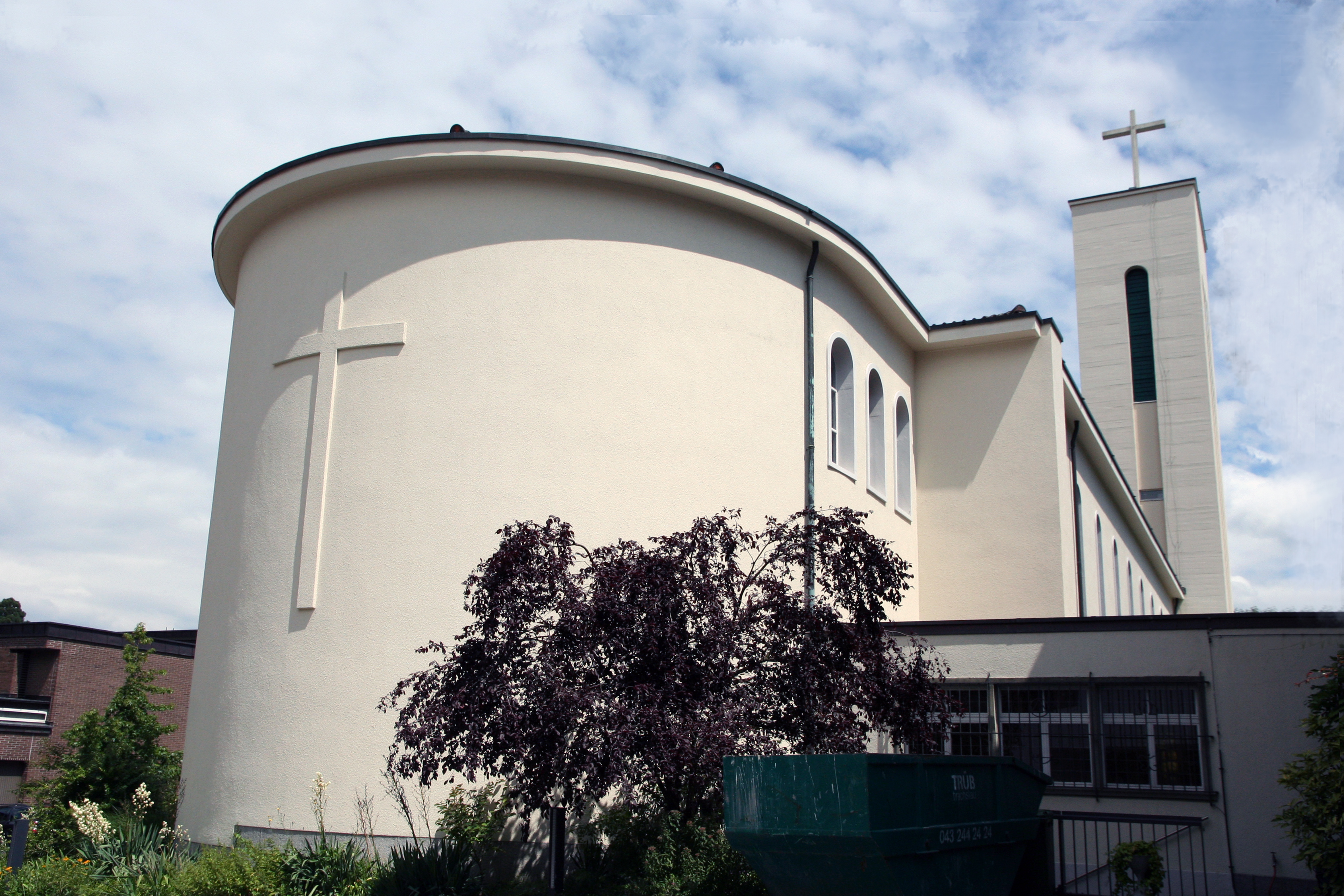
Apsis der Kirche

Die Kirche St. Josef ist die römisch-katholische Pfarrkirche von Horgen im Kanton Zürich.

## Geschichte

### Vorgeschichte und Namensgebung
In der Urkunde, durch die König Otto I. am 1. März 952 umfangreiche Ländereien in der Gegend von Horgen dem Kloster Fraumünster in Zürich schenkte, wurde auch der Ort Horgen als Horga zum ersten Mal erwähnt. Dass das Fraumünster die Kirche von Horgen als Eigenkirche besass, wurde 1247 von Papst Innozenz IV. bestätigt. Hierbei wurde auch die Kirche erstmals namentlich erwähnt. 1345 verkaufte das Fraumünster den Kirchensatz von Horgen den Johannitern von Klingnau. 1543 verlieh der Meister des Johanniterordens, Johannes von Hattstein, der Stadt Zürich den halben Zehnten und den Kirchensatz zu Horgen. 1525 wurde in Horgen die Reformation durchgeführt. Die mittelalterliche Kirche wurde fortan für reformierte Gottesdienste verwendet. Im Alten Zürichkrieg, während der Zürcher Reformation durch Ulrich Zwingli und der Gegenreformation war das Gebiet der Gemeinde Horgen ein Vorposten gegen die katholische Innerschweiz. Die mittelalterliche Kirche wurde 1676 erweitert und 1780–1781 durch einen Neubau, die heutige Reformierte Kirche Horgen, ersetzt.

### Entstehungs- und Baugeschichte
Das Toleranzedikt von 1807 erlaubte erstmals seit der Reformation wieder die Feier katholischer Gottesdienste, allerdings örtlich auf die Stadt Zürich beschränkt. Die Niederlassungs- und Religionsfreiheit der Helvetischen Republik und ab 1848 des schweizerischen Bundesstaates ermöglichten es den Katholiken aus der Zentral- und Ostschweiz, aber auch aus dem nahen Ausland, in die Region von Zürich zu kommen und dort Arbeit zu suchen. Da die Industrialisierung in Horgen Arbeitsplätze schuf, zogen ab der zweiten Hälfte des 19. Jahrhunderts immer mehr Katholiken auf Arbeitssuche nach Horgen und Umgebung. Diese ersten Katholiken mussten entweder nach Zug oder nach Zürich zum katholischen Gottesdienst gehen. Aufgrund der mangelnden katholischen Seelsorge bestand zudem die Gefahr, dass sich die Katholiken in der Diaspora von der Kirche entfernten. Deshalb gründete Pfarrer Johann Joseph Röllin von Menzingen ZG 1865 mit Genehmigung des Bischofs von Chur, Nikolaus Franz Florentini, in Horgen die erste Missionsstation am linken Ufer des Zürichsees. Auch feierte er am 28. Mai 1865 die erste Messe seit der Reformation auf Horgner Boden, welche im Saal der Badanstalt auf dem Bürgli im Lerchen (heutige Zugerstrasse 94) stattfand. Für kurze Zeit wurden die Gottesdienste im oberen Stock des Cafés Frieden und dann von November 1865 bis ins Jahr 1872 im Saal vom Gasthof Weingarten gefeiert. Die Missionsstation Horgen wurde fortan von den Geistlichen der Pfarrei Zürich betreut. Parallel dazu entstand auf der rechten Seeseite die Missionsstation und spätere Pfarrei St. Stephan (Männedorf). Der Geistliche, der in Horgen die Sonntagsmesse feierte, fuhr anschliessend mit dem Dampfschiff über den Zürichsee nach Männedorf, um dort ebenfalls die Messe zu halten. Die Gottesdienstzeiten waren auf den Fahrplan des Dampfschiffes abgestellt.
1868 wurde der Verein zur Unterhaltung der kath. Missionsstation Horgen gegründet, dessen Name 1904 in Kirchenbauverein geändert wurde. In Horgen entstand der Wunsch nach einer eigenen katholischen Kirche. Da zeitgleich auch in Langnau-Gattikon Bestrebungen zum Bau einer Kirche getätigt liefen, musste die Inländische Mission, welche gegründet worden war, um in der Diaspora Kirchenbauten und den Lebensunterhalt der Geistlichen zu finanzieren, entscheiden, ob sie in Horgen oder in Langnau-Gattikon den ersten Kirchbau unterstützen wollte. Da die katholische Bevölkerung in Horgen sesshafter als in Langnau-Gattikon war (saisonale Arbeitsplätze) und Horgen zudem Mittelpunkt des Bezirks war, entschied die Inländische Mission, zunächst den Kirchenbau St. Josef in Horgen und erst danach in Langnau-Gattikon den Bau der Kirche St. Marien (Langnau am Albis) zu finanzieren. 1870 fand die erste Sitzung des Baukomitees für die Errichtung einer katholischen Kirche Horgen statt. Zum Vorstand dieses Komitees gehörte der Zuger Arzt Johann Melchior Zürcher-Deschwanden, der Gründer der Inländischen Mission, der über 50 Mal zu Fuss von Zug nach Horgen lief, um den Fortschritt des Kirchenbaus voranzutreiben.
1869 wurde St. Josef Horgen zum Pfarrvikariat von der katholischen Pfarrei Zürich erklärt. Im Sommer 1870 wurde der Bauplatz für die Kirche in Horgen auf Mühlehalden gekauft und ab Frühling 1871 nach Plänen des Architekten Wilhelm Keller, der danach auch die Kirche St. Marien in Langnau erbaute, errichtet. Am 29. September 1872 wurde die erste Kirche St. Josef in Horgen durch den Weihbischof von Chur, Kaspar Willi benediziert. Dem Hl. Josef wurde die Kirche samt späterer Pfarrei geweiht, weil der Hl. Josef als Patron der Arbeiter und der Familienväter gilt und die Mehrheit der katholischen Bevölkerung zur Arbeiterschaft der Industrie von Horgen und Umgebung gehörte. Die erste Kirche St. Josef in Horgen besass 340 Sitzplätze. 1874 wurde St. Josef zur eigenständigen Pfarrei erklärt und ein Pfarrhaus errichtet. 1902 kam das Vereinshaus mit Unterrichtslokalen hinzu.
Die katholische Bevölkerung von Horgen, Oberrieden ZH und Hirzel wuchs in der ersten Hälfte des 20. Jahrhunderts stetig an. So lebten in den drei Gemeinden 1890 698 Katholiken, 1900 1709 und im Jahr 1930 in Horgen und Oberrieden, da Hirzel 1923 der Pfarrei Heilige Familie (Schönenberg ZH) zugeteilt worden war, 2230 Katholiken. Diese Zunahme der Katholiken zeigt, dass der Bau einer grösseren Kirche immer vordringlicher wurde. Da die politische Gemeinde das Bauland östlich der katholischen Kirche nicht verkaufen wollte, weil dort das Bezirksgericht erbaut werden sollte, mussten die Katholiken mit dem Kauf eines Landstreifens auf der südöstlichen Seite der alten St. Josefskirche Vorlieb nehmen. Durch den Abbruch der alten Kirche und des Pfarrhauses konnte eine neue Kirche, welche in südöstliche Richtung gebaut wurde, realisiert werden. 1932 wurden drei renommierte Architekten beauftragt, je einen Entwurf für eine neue St. Josefskirche zu erstellen. Es waren dies Adolf Gaudy, Rorschach, Stadler und Winkler, Zug und Anton Higi, Zürich. Der letztgenannte gewann den Wettbewerb und wurde im Herbst 1932 beauftragt, die Baupläne für die neue Kirche zu erstellen. Am 9. April 1933 beschlossen die Katholiken, die alte St. Josefskirche zugunsten des Neubaus abzutragen. Am 7. Mai, dem Schutzfest des Hl. Josefs, fand der letzte Gottesdienst in der alten Kirche statt. Am 18. Mai begannen die Abbrucharbeiten und am 22. Mai wurde der Kirchturm niedergerissen. Im Saal des Vereinshauses wurde eine Notkirche eingerichtet. Am 2. Juni 1933 erfolgte der Spatenstich für den Bau der neuen Kirche St. Josef. Am 24. Juni 1934 wurde die Kirche durch den Bischof von Chur, Laurenz Matthias Vincenz, eingesegnet. Geweiht wurde die Kirche am 23. Mai 1965 durch Bischof Johannes Vonderach. 1967–1968 wurde das alte Pfarrhaus durch einen Betonbau von Architekt Götti, Oberrieden/Zürich ersetzt. 1978 wurde die Kirche umfassend saniert. Die Architekten A. Dindo und J. Angst, Thalwil leiteten die Baumassnahmen, die künstlerische Gestaltung des Altarraums wurde Peter Travaglini, Büren an der Aare übertragen.

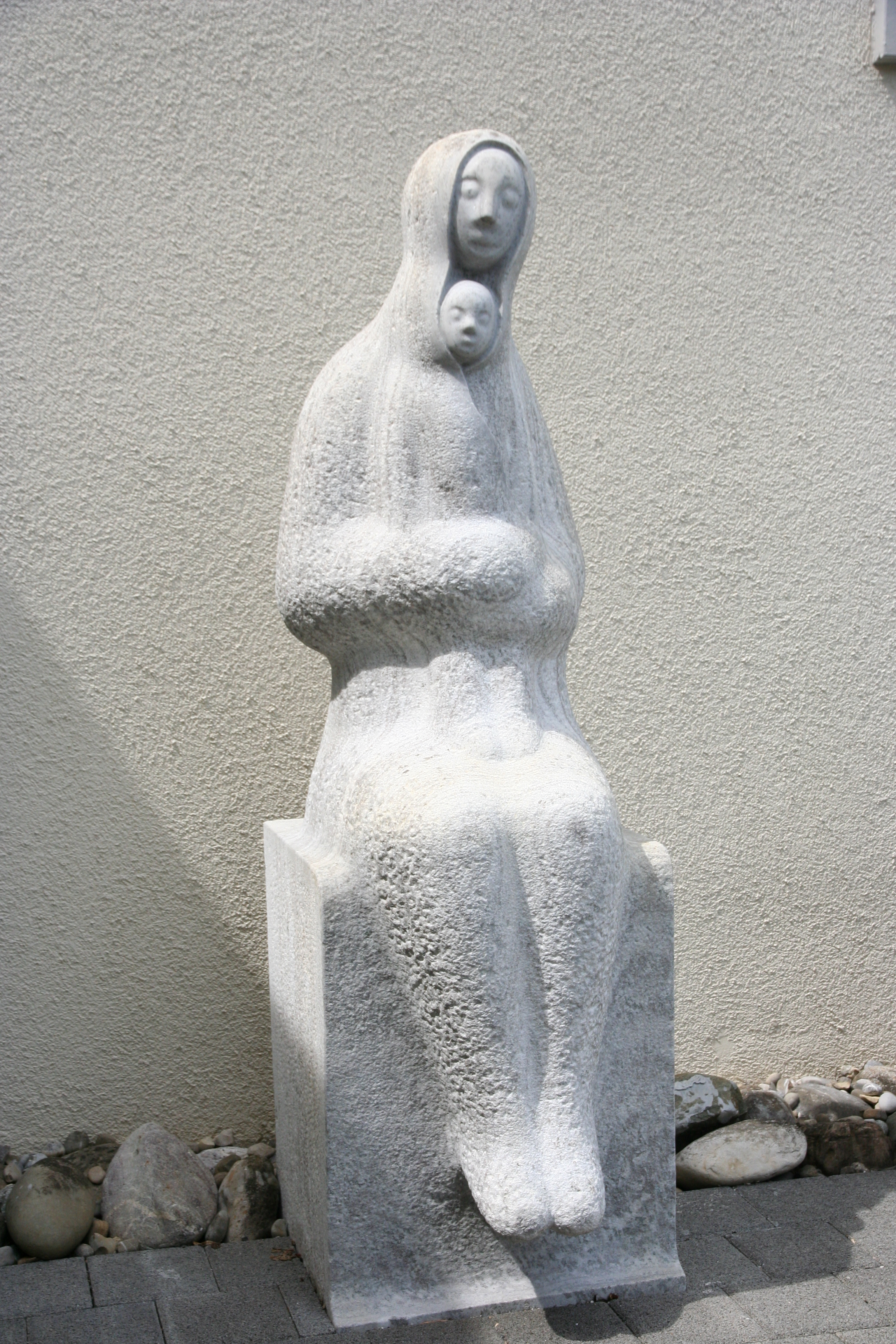
Madonnenstatue von Peter Travaglini, 1978
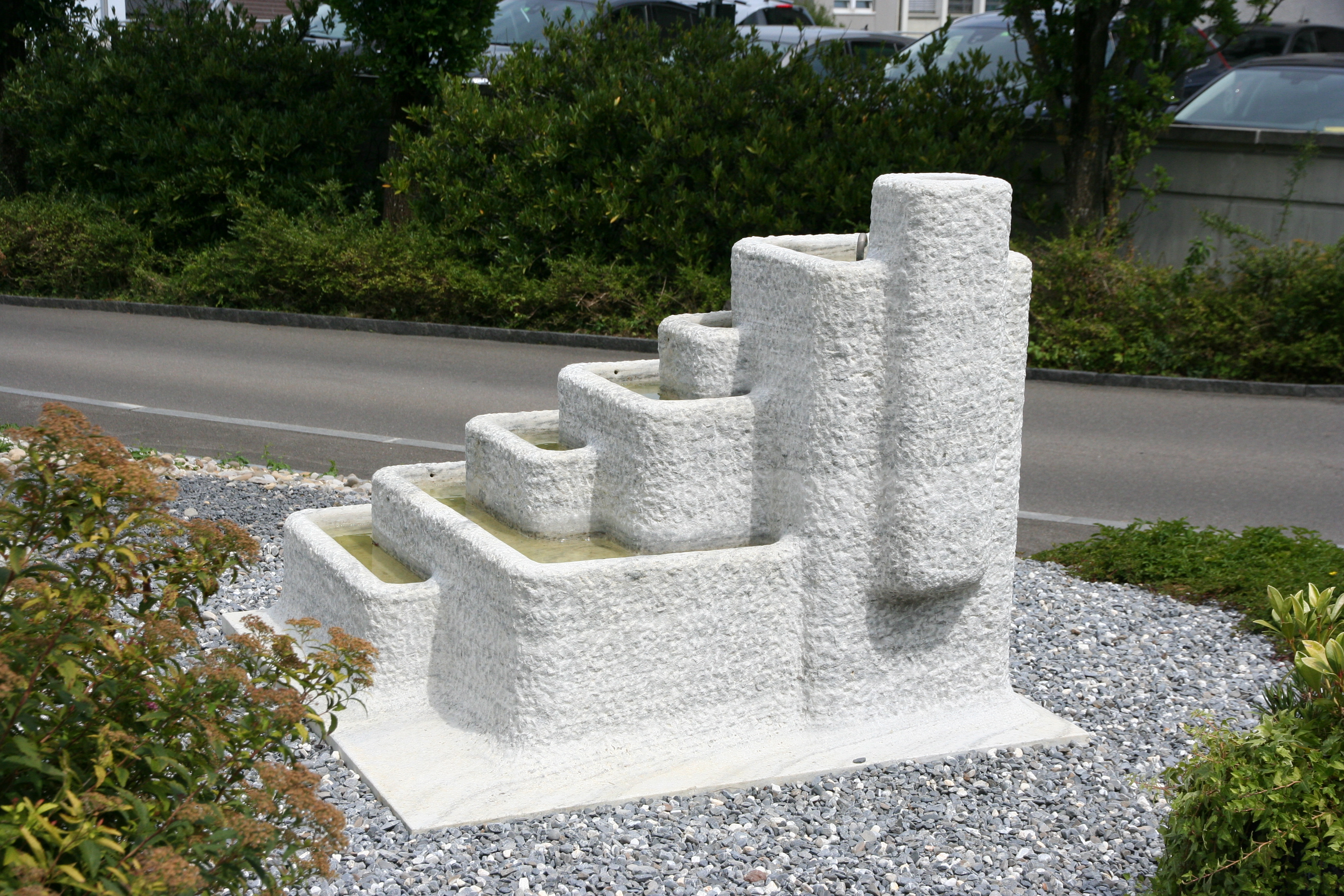
Taufbrunnen von 1978, heute im Aussenbereich

An der Kirchgemeindeversammlung vom 9. Juni 2005 wurde ein Planungskredit für einen Neubau des Pfarreizentrums genehmigt, wobei die Stiftung St. Josef die Hälfte übernahm. Nach eingehenden Planungsarbeiten wurde an der Kirchgemeindeversammlung vom 28. November 2006 der Kredit für den Neubau des Pfarreizentrums bewilligt. Am 13. und 14. September 2008 wurde das durch die Architekten Dachtler und Rychener neu erbaute Pfarreizentrum eingesegnet und eröffnet. Am 10. Dezember 2010 wurde der Raum der Stille im Erdgeschoss des Pfarreizentrums eingeweiht. Am 15. März 2016 bewilligte die Kirchgemeindeversammlung die Gesamterneuerung der Kirche samt einer Neugestaltung des Kirchenraums nach Plänen des Architekten Miroslav Šik, der bereits das Pfarreizentrum der Kirche St. Antonius in Egg gestaltet hatte. Am 17. Juli 2016 wurde in einem Gottesdienst der Altar profaniert. Die Bauarbeiten für die Gesamterneuerung und Neugestaltung der Kirche begannen im Sommer 2016 und wurden am Wochenende vom 3. und 4. Juni 2017 mit der Altar- und Kirchweihe durch Weihbischof Marian Eleganti und Altabt Martin Werlen abgeschlossen.
Seit dem 1. Januar 2020 ist die Kirchgemeinde Horgen auch für die Kirche St. Antonius (Hirzel) zuständig, nach dem Anschluss von Hirzel an die politische Gemeinde Horgen auch die Auflösung der Kirchgemeinde Hirzel-Schönenberg-Hütten beschlossen wurde. Mit ihren 6'084 Mitgliedern (Stand 2021) ist die Kirchgemeinde Horgen eine der grösseren katholischen Kirchgemeinden des Kantons Zürich.

## Baubeschreibung

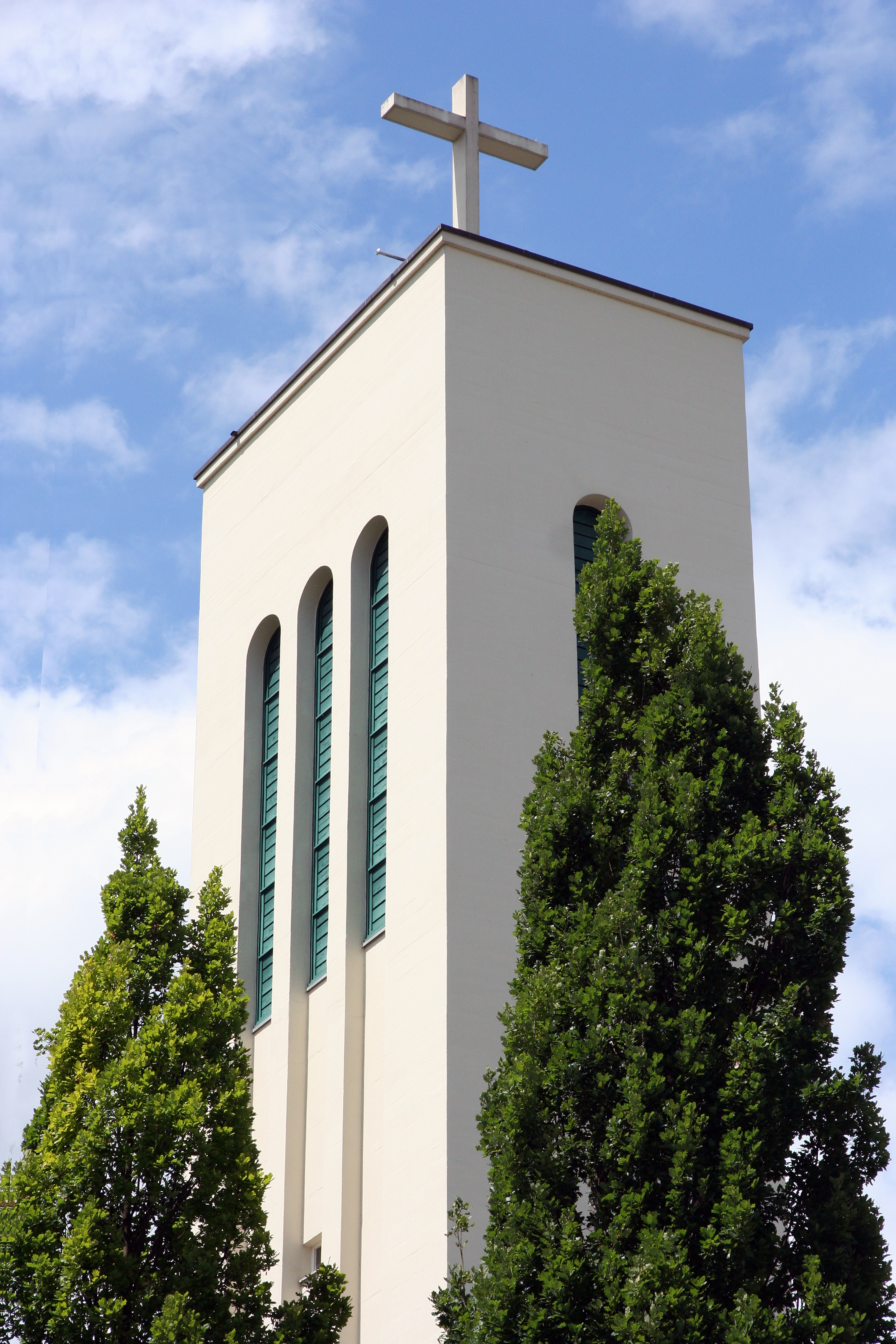
Kirchturm

### Kirchturm und Äusseres
Auf einem Plateau über dem Ortskern von Horgen gelegen, erhebt sich der Betonbau der 1933–1934 errichteten Kirche St. Josef. Weithin sichtbar ist der östlich an die Kirche angebaute 32 Meter hohe Kirchturm, dessen Turmkreuz eine Höhe von 6,50 Meter aufweist. Der Turm und das Kirchenschiff werden durch vertikale Elemente rhythmisiert und optisch gen Himmel ausgerichtet. Das Baumaterial Beton und die Gestaltung des Kirchengebäudes verleihen der Kirche St. Josef einen modernen Gestus mit stilistischen Anlehnungen auf das Bauhaus. Im Aussenbereich finden sich die Marienstatue und das Taufbecken von Peter Travaglini aus der zweiten Ausstattung der Kirche von 1978, die im Rahmen der Sanierung von 2016 neben der Kirche aufgestellt wurden.
Im Dachreiter der alten St. Josefskirche hatte sich ein dreistimmiges Geläut befunden, welches von der Glockengiesserei Keller in Zürich 1872 gegossen und von Bischof Kaspar Willi geweiht worden war. 1933 wurde dieses Geläut durch eine vierte Glocke ergänzt, welche von H. Rüetschi, Aarau gegossen wurde.
| Nummer | Gewicht   | Ton | Widmung            | Inschrift |
| ------ | --------- | --- | ------------------ | --- |
| 1      | 1393 kg   | g1  | St. Pankratius     | «St. Pankratius, hehrer Glaubensheld, schütze die Unschuld unserer Jugend.» 1933                                                                                     |
| 2      | 908 Pfund | b1  | Jesus Christus     | «O rex gloriae Christe veni nobiscum in pace», «Drei Schwestern im ehernen Kleid hat Bischof Willi von Chur geweiht», «Gegossen von Jakob Keller, Unterstrass, 1872» |
| 3      | 461 Pfund | d2  | Muttergottes Maria | «Ave Maria gratia plena», «Maria hehr und rein will allen Mutter sein»                                                                                               |
| 4      | 267 Pfund | f2  | Hl. Josef          | «Sancte Joseph ora pro nobis», «Wohl bin ich klein doch tön ich rein dem Herrn mein Klang sein Lobgesang»                                                            |

Im Kirchturm wurde 2009 eine Ausstellung eröffnet, welche auf drei Etagen die Geschichte der Pfarrei von 1872 bis 1978 zeigt. Ausgestellt sind Gegenstände des Pfarreilebens sowie Kunstgegenstände früherer Kirchenausstattungen.

### Innenraum und künstlerische Ausstattung
Durch die Portale auf der Nordwestseite des Gebäudes gelangt der Besucher durch einen Vorraum in die Kirche. Es handelt sich um einen einschiffigen Längsrechteckbau, der auf der südöstlichen Seite durch einen Rundchor abgeschlossen wird. Dass die Kirche nicht geostet ist, wird durch den Umstand erklärt, dass die katholische Pfarrei das Nachbargrundstück für die neue, grössere Kirche nicht kaufen konnte. Die Decke der Kirche wird durch Betonträger gegliedert, eine Bauweise, die Architekt Anton Higi auch in der 1932–1933 erbauten Kirche Bruder Klaus (Zürich-Unterstrass) angewendet hatte. Die Rundbogenfenster im Kirchenschiff lassen das durch die Buntglasfenster gedämpfte Tageslicht in die Kirche eindringen.

#### Ursprüngliche Gestaltung
Der langgezogene Kirchenraum unterstrich bis zur Sanierung der Kirche 1978 das Konzept der Wegkirche: Die Kirche symbolisierte den Weg des Gläubigen von der Taufkapelle beim Eingangsportal der Kirche durch das Kirchenschiff bis hin zum Altarraum, dem Ort der Messfeier und der Realpräsenz Gottes in den geweihten Hostien im Tabernakel. Der Tabernakel stammte von Meinrad Burch-Korrodi, einem renommierten Goldschmied und Kunstschlosser. Links und rechts des Chores befanden sich zwei Seitenaltäre (links der Muttergottes, rechts dem Hl. Josef geweiht), über denen monumentale Figuren thronten, welche später Turmmuseum ausgestellt waren und seit der Neugestaltung der Kirche 2017 wieder an ihrem ursprünglichen Platz angebracht sind. Der Altarbezirk war vom Kirchenschiff durch eine Kommunionbank und Treppenstufen abgetrennt. Der Hochaltar befand sich an der runden Chorwand und besass über dem Tabernakelgehäuse ein schlichtes Kruzifix.

#### Gestaltung zwischen 1978 und 2016

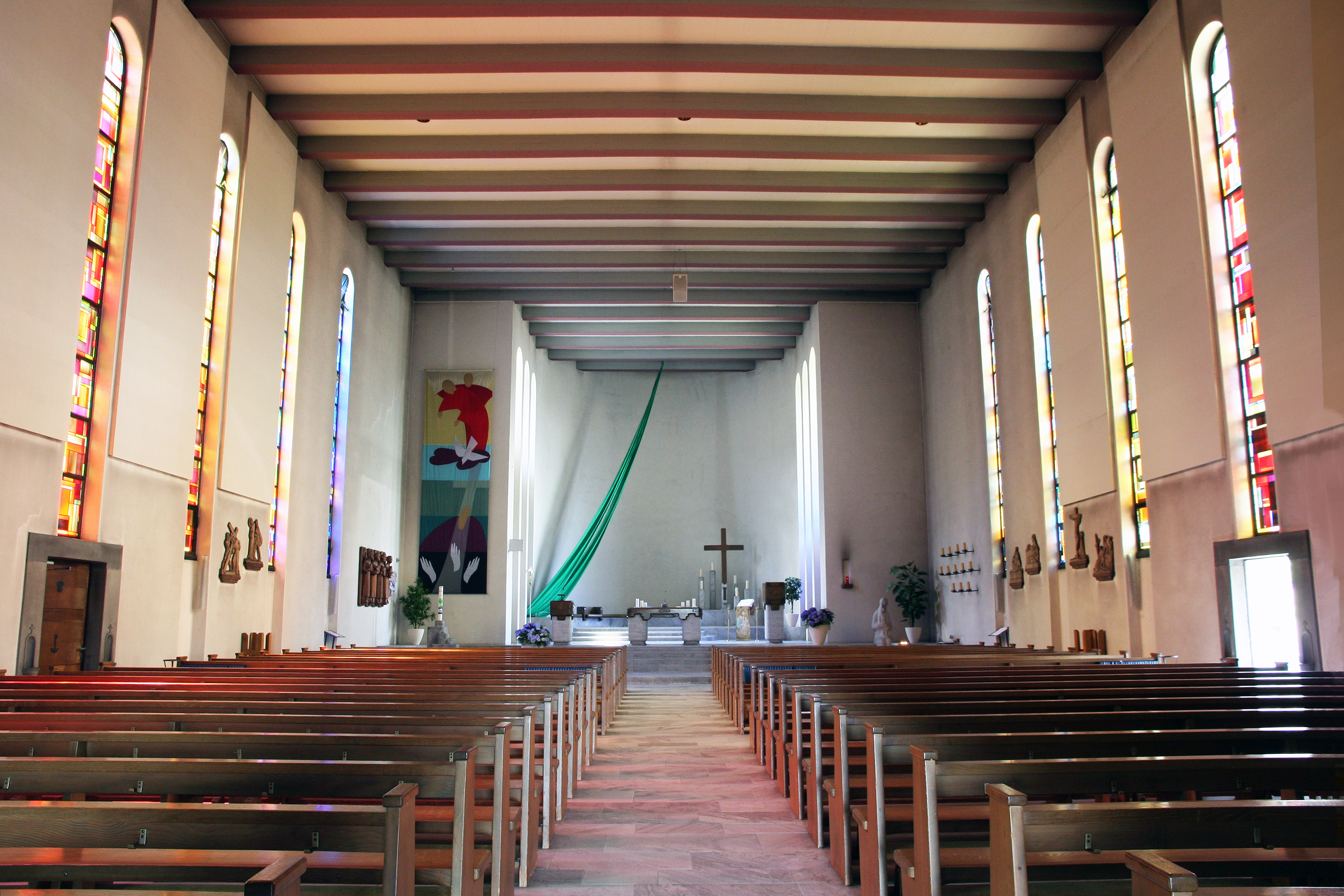
Innenansicht 1978–2016

Nachdem 1970 die Betonfassade des Turms und der Kirche zu bröckeln begonnen hatte, wurde zunächst das Äussere der Kirche saniert. Ab 1974 liefen die Planungen für eine Neugestaltung des Innenraums an. Die Liturgiekonstitution des Zweiten Vatikanischen Konzils betonte die Einheit von Gläubigen und Priester. In einer Wegkirche der 1930er Jahre war diese Vorgabe nicht einfach umzusetzen. Die Architekten A. Dindo und J. Angst, Thalwil sanierten die Kirche, während Peter Travaglini, Büren an der Aare mit der Neugestaltung des Altarbezirks beauftragt wurde. Travaglini ersetzte die beiden Seiten- und den Hochaltar durch einen Volksaltar, der vor dem eigentlichen Chor der Kirche zu stehen kam. Auf diese Weise wurde der Gemeinschaft von Gläubigen und Priester räumlich Ausdruck verliehen. Um die Sicht von den Kirchenbänken zu optimieren, wurde der Volksaltar um fünf Stufen vom Boden des Kirchenschiffs erhoben. Links vom Altar befand sich der Taufbrunnen, dessen Wasser über sieben Stufen herabfloss. Auf dem Taufbrunnen stand die Osterkerze. Auf der gegenüberliegenden Seite vor der südöstlichen Wand des Kirchenschiffs sass die Muttergottes mit Jesuskind auf einer Stufe und blickte auf die Gottesdienstgemeinde. Links vom Altar war der Ambo aufgestellt, hinter dem Altar auf der rechten Seite der Tabernakel, auf dessen Gehäuse Brot und Fische erkennbar waren. Im Chorraum befanden sich der Priestersitz und ein Kreuz samt Apostelkerzen. Generalvikar Hans Henny weihte die neu gestaltete Kirche am 17. Dezember 1978 ein.

#### Gestaltung seit 2017
Miroslav Šik gestaltete den Innenraum der Kirche St. Josef im Rahmen der Umbauarbeiten von 2016 bis 2017 komplett neu und schuf damit eine Symbiose zwischen der Architektur von Anton Higi aus den 1930er-Jahren und den modernen Ausstattungselementen. Die auffälligste Veränderung geschah im Chor. Die bislang weiss gestrichenen Wände tragen nun 18'000 Buchstaben, die in Sgraffito-Technik in den feuchten Verputz eingeritzt wurden und einen Text aus dem Matthäus-Evangelium in Deutsch und Latein verkünden. Altar, Ambo, Tabernakelsäule und Taufstein sind aus Tessiner Granit gefertigt, der in seiner Materialität an die Gestalt des ursprünglichen Kirchenbodens anknüpft. Die Türe des Tabernakels, die Evangeliar-Ablage, die Kerzenständer und die liturgischen Gerätschaften sind aus Messing gearbeitet, das durch ein Verfahren eine Oberflächenprägung erhalten hat, die an zerknittertes Papier erinnert. Die Metallarbeiten nehmen die Formen von Papyrus-Rollen auf und stellen dadurch wieder eine Verbindung zur Bibelinschrift an den Wänden des Chorraums her. Die alten, dunklen Kirchenbänke wurden durch neue aus hellem Eschenholz ersetzt, auf welche das Tageslicht fällt, das durch die aus der ersten Ausstattungszeit erhaltenen Buntglasfenster dringt und so je nach Tageszeit einen anderen Farbeffekt erzeugt. Durch den Rückbau der Kuhn-Orgel von 1979 wurde auch wieder das Rosetten-Fenster freigelegt, das dank des kleineren Orgelprospekts neuen Orgel, die 2018 eingebaut wird, sichtbar bleibt. Durch die Versetzung der Rückwand unter der Orgelempore um zwei Meter konnte der Eingangsbereich vergrössert werden, sodass ein Familienzimmer und eine kleine Kapelle eingebaut werden konnten. Aus der ersten Kirchenausstattung erhalten geblieben sind die Marien- und die Josefstatue, die nun wieder an der Stirnseite des Hauptschiffes auf beiden Seiten des Chors angebracht sind.

### Orgeln

#### Späth-Orgel (1934–1979)
In der alten St. Josefskirche befand sich eine von Späth Orgelbau erstellte mechanisches Orgel. Beim Neubau der Kirche im Jahr 1934 wurde sie um 11 Register erweitert und auf der Orgelempore erneut aufgebaut. 26 Register verteilten sich auf zwei Manuale samt Pedal. Die Disposition:
| I Manual C–g3 |    |
| Prinzpal      | 8′ |
| Gambe         | 8′ |
| Bourdon       | 8′ |
| Dolce         | 8′ |
| Fugara        | 4′ |
| Oktave        | 2′ |
| Mixtur IV–V   | 8′ |
| Trompete      | 8′ |

| II Manual C–g3   |       |
| Lieblich Gedackt | 16′   |
| Geigenprinzipal  | 8′    |
| Konzertflöte     | 8′    |
| Quintatön        | 8′    |
| Saliconal        | 8′    |
| Voix céleste     | 8′    |
| Prinzipal        | 4′    |
| Traversflöte     | 4′    |
| Nasat            | 2 ⁄3′ |
| Waldflöte        | 2′    |
| Cornett          | 8′    |
| Oboe             | 8′    |

| Pedal C–f1    |     |
| Subbass       | 16′ |
| Principalbass | 16′ |
| Echobass      | 16′ |
| Flötbass      | 8′  |
| Cello         | 8′  |
| Posaune       | 16′ |

- Koppeln: II/I, I/P, II/P

#### Kuhn-Orgel (1979–2016)

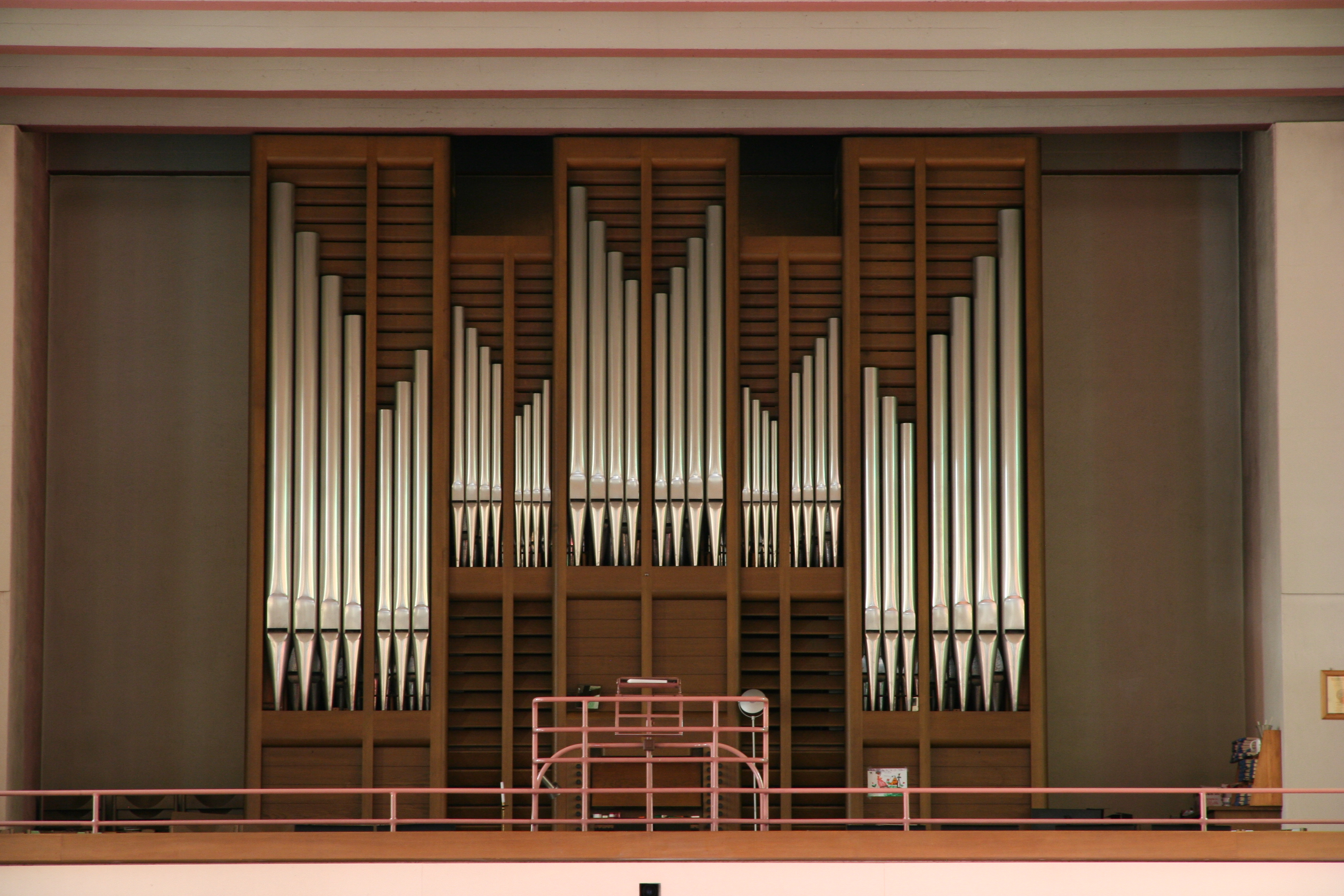
Kuhn-Orgel von 1979

Nach der Sanierung der Kirche 1978 erfolgte ein Orgelneubau durch die Firma Kuhn. Die mechanische Orgel besass 29 Register, verteilt auf zwei Manuale und Pedal. Das Brustwerk enthielt ursprünglich ein Holzregal 16′, das 1980 durch ein Sesquialter II ersetzt wurde. 1999 wurde die Orgel revidiert. Da in dieser Zeit auch der Nachhall in der Kirche von 6,5 Sekunden auf 3,5 und dann auf 3 Sekunden reduziert wurde, musste der Orgelklang an die neue Akustik des Raumes angepasst werden. Das Prinzipal 8′ im Hauptwerk wurde nachintoniert und die Cymbel (BW) und die Mixtur (HW) in den hohen Lagen etwas zurückgenommen. Der Winddruck wurde leicht erhöht. Im Rahmen der Kirchenneugestaltung von 2016 wurde die Kuhn-Orgel in der Kirche abgebaut. Sie wurde 2018 durch ein Nachfolgeinstrument ersetzt.
Disposition Kuhn-Orgel 1979:
| I Hauptwerk C–g3 |        |
| Pommer           | 16′    |
| Prinzipal        | 8′     |
| Rohrflöte        | 8′     |
| Gambe            | 8′     |
| Oktave           | 4′     |
| Hohlflöte        | 4′     |
| Quinte           | 2 ⁄3′  |
| Waldflöte        | 2′     |
| Mixtur IV        | 2′     |
| Terz             | 1 3⁄5′ |
| Trompete         | 8′     |

| II Brustwerk (schwellbar) C–g3 |                  |
| Gedackt                        | 8′               |
| Quintatön                      | 8′               |
| Prinzipal                      | 4′               |
| Blockflöte                     | 4′               |
| Sesquialter                    | 2 ⁄3′ und 1 3⁄5′ |
| Oktave                         | 2′               |
| Larigot                        | 1 ⁄3′            |
| Cymbel III                     | 1⁄2′             |
| Krummhorn                      | 8′               |
| Tremulant                      |                  |

| Pedal C–f1      |       |
| Untersatz       | 16′   |
| Prinzipal       | 16′   |
| Oktave          | 8′    |
| Spitzflöte      | 8′    |
| Oktave          | 4′    |
| Rauschpfeife IV | 2 ⁄3′ |
| Fagott          | 16′   |
| Zinke           | 8′    |
| Schalmei        | 4′    |

- Koppeln: II/I, I/P, II/P
- Spielhilfen: Absteller Trompete (HW), Mixtur (HW), Fagott (Ped), Zinke (Ped)

#### Metzler-Orgel (seit 2018)
2018 erfolgte erneut ein Orgelneubau, diesmal durch die Firma Metzler als Opus 665. Die mechanische Orgel verfügt über 40 Register, verteilt auf drei Manuale und Pedal. Dieses Instrument wurde am 28. Oktober eingeweiht. Die Disposition lautet:
| I Hauptwerk C–g3  |       |
| Quintadena        | 16′   |
| Principal         | 8′    |
| Viola da Gamba    | 8′    |
| Gemshorn          | 8′    |
| Flûte Traversière | 8′    |
| Rohrflöte         | 8′    |
| Gedackt           | 8′    |
| Quinte            | 6′    |
| Octave            | 4′    |
| Holzflöte         | 4′    |
| Superoctave       | 2′    |
| Mixtur V          | 2′    |
| Cymbal IV         | 1 ⁄3′ |
| Trompete          | 8′    |
| Glockenspiel      |       |

| II Positiv C–g3 |        |
| Quintadena      | 8′     |
| Copel           | 8′     |
| Flauta douce    | 8′     |
| Cythara         | 8′     |
| Principal       | 4′     |
| Spitzflöte      | 4′     |
| Nachthorn       | 4′     |
| Quinta          | 3′     |
| Octave          | 2′     |
| Terz            | 1 3⁄5′ |
| Quinte          | 1 ⁄3′  |
| Mixtur IV       | 1′     |
| Oboe d’amore    | 8′     |

| III Echo C–g3 |    |
| Suavial       | 8′ |
| Salicet       | 4′ |
| Vox Humana    | 8′ |

| Pedal C–f1    |       |
| Grand Bourdon | 32′   |
| Principal     | 16′   |
| Subbass       | 16′   |
| Violon        | 16′   |
| Octavbass     | 8′    |
| Choralbass    | 4′    |
| Mixturbass    | 2 ⁄3′ |
| Posaune       | 16′   |
| Trompete      | 8′    |

- Koppeln: II/I, I/P, II/P
- Tremulant Hauptwerk
- Tremulant Positiv und Echo

## Raum der Stille

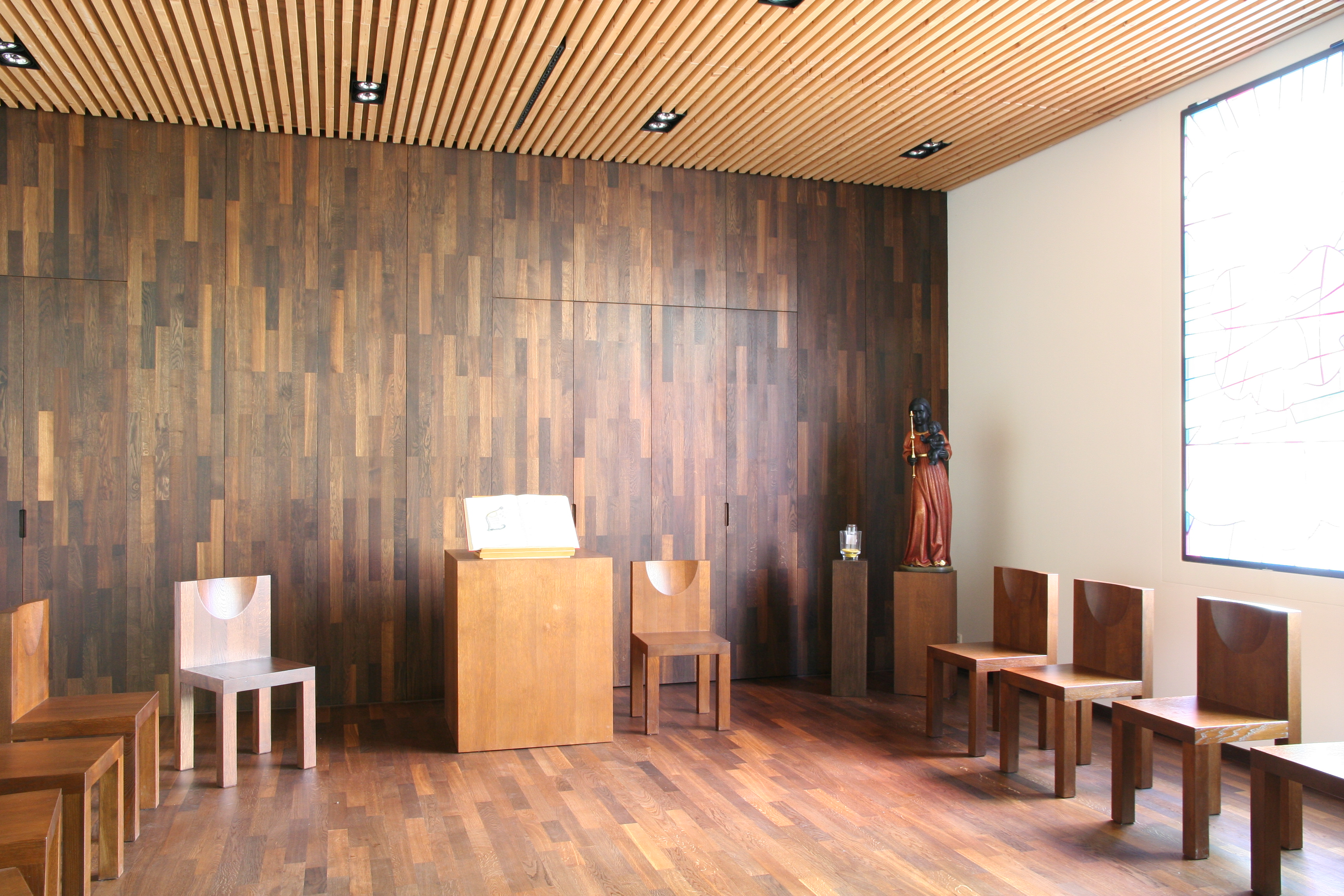
Raum der Stille

Mit dem Neubau des Pfarreizentrums im Jahr 2008 wurde auch ein Raum der Stille in dessen Erdgeschoss realisiert. Das von der politischen Gemeinde Horgen gestiftete Meditationsfenster Werden – Vergehen – Tod – Auferstehung wurde vom Künstler Roman Candio, Zürich entworfen. Am 10. Dezember 2010, dem Gaudete-Sonntag, wurden der Raum der Stille eingeweiht.